# إمري تشان
إمري تشان (بالألمانية: Emre Can) (مواليد 12 يناير 1994 في فرانكفورت – ألمانيا) لاعب كرة قدم ألماني يلعب في الدوري الالماني في مركز الوسط المحوري، بعدما انتقل إلى نادي بروسيا دورتموند الألماني قادماً من نادي يوفنتوس الإيطالي.

## مسيرته الكروية
لعب إمري تشان خلال مسيرته الاحترافية مع 6 أندية في أحد عشر موسمًا وسجل خلالها 23 هدفًا ضمن 228 مباراة. حيث فاز في موسم واحد بالكأس وفي موسمين بالدوري.
خاض إمري تشان مسيرته مع نادي بايرن ميونخ ب في موسم 2011–12 ولمدة موسمين، مشاركًا في 31 مباراة سجل خلالها 3 أهداف. ثم انتقل إلى نادي بايرن ميونخ في موسم 2012–13 لمدة موسم واحد، حيث شارك في 4 مباريات سجل خلالها هدفًا واحدًا. لينتقل بعدها إلى نادي باير 04 ليفركوزن في موسم 2013–14 لمدة موسم واحد، مشاركًا في 29 مباراة سجل خلالها 3 أهداف. ثم انتقل إلى نادي ليفربول في موسم 2014–15 ليلعب معه أربعة مواسم، مشاركًا في 115 مباراة سجل خلالها 10 أهداف. هذا وانتقل لاحقًا إلى نادي يوفنتوس في موسم 2018–19 ولمدة موسمين، مشاركًا في 37 مباراة سجل خلالها 4 أهداف. ثم انتقل بعدها إلى نادي بوروسيا دورتموند للفورميلا في موسم 2019–20 لمدة موسم واحد، مشاركًا في 12 مباراة سجل خلالها هدفين.

## روابط خارجية
- إمري تشان على موقع الاتحاد الدولي (مؤرشف)  (الإنجليزية)
- إمري تشان على موقع الاتحاد الأوربي (الإنجليزية)
- إمري تشان على موقع قاعدة بيانات كرة القدم.إي يو (الإنجليزية)
- إمري تشان على موقع بيانات كرة القدم. دي إي (الألمانية)
- إمري تشان على موقع ليكيب (الفرنسية)
- إمري تشان على موقع ناشيونال فوتبول تيمز (الإنجليزية)
- إمري تشان على موقع Soccerbase.com (لاعب) (الإنجليزية)
- إمري تشان على موقع Soccerway.com (الإنجليزية)
- إمري تشان على موقع عالم كرة القدم.نت (الإنجليزية)
- إمري تشان على موقع AS.com (الإسبانية)